# Rue Georges Thone
La rue Georges Thone est une rue ancienne et pittoresque de Liège (Belgique) située dans le quartier d'Outremeuse.

## Odonymie
Malgré une certaine étroitesse (environ 4 mètres), l'artère s'est longtemps appelée Largerue puis rue Large. Elle aurait été percée en 1309. Elle prend en 1979 son nom actuel en souvenir de Georges Thone, éditeur, industriel et militant wallon né à Herstal le 28 août 1897 et décédé à Liège le 11 février 1972.

## Situation et description
Ce petite rue pavée, plate et rectiligne provenant du quai des Tanneurs sur la rive droite de la Meuse mesure approximativement 75 mètres. Elle est constituée d'une vingtaine de demeures dont la plupart ont été bâties entre 1650 et 1800, donnant à cette rue paisible et peu connue du grand public une certaine homogénéité architecturale. L'église Saint-Pholien se situe à moins de 100 m.

## Architecture
Parmi la vingtaine d'immeubles de la rue, quatorze sont repris à l'inventaire du patrimoine culturel immobilier de la Wallonie. Parmi ceux-ci, on peut citer : 
- l'ancien magasin Au Cigne (avec un i) situé au no 5 porte l'inscription : Au Cigne P. Hogge. Les linteaux du rez-de-chaussée et du premier étage sont ornés de cinq moulures aux motifs végétaux et d'une représentant un cygne dans un cartouche en forme de cœur[2].
- aux nos 14 et 16, les maisons jumelles ont été édifiées dans la première moitié du XVIIIe siècle. Leurs façades en pierre calcaire possèdent au total six baies rectangulaires jointives par niveau[3]. Ces maisons sont reprises sur la liste du patrimoine immobilier classé de Liège. Il est à noter que la maison faisant face à ces demeures et sise au no 15 présente les mêmes caractéristiques architecturales mais sur cinq travées.
- la petite maison située au no 21 a été construite vers 1650 en brique avec encadrements et blocs latéraux en pierre de taille[4].

## Voiries adjacentes
- Quai des Tanneurs
- Rue des Écoliers